# 27.ª edición de los Premios Óscar
La 27.ª edición de los Premios Óscar se celebró el 30 de marzo de 1955 en el RKO Pantages Theatre de Hollywood. La película triunfadora de la noche, On the Waterfront, estaba producida por Sam Spiegel y dirigida por Elia Kazan. La cinta obtuvo 8 premios de 12 nominaciones posibles, empatando de esa forma con otras 2 películas, Lo que el viento se llevó (1939) y De aquí a la eternidad (1953), aunque éstas contaban cada una con trece nominaciones.
On the Waterfront fue la tercera película en la historia que recibió 5 nominaciones interpretativas, y la primera en recibir tres nominaciones en la categoría de Mejor actor de reparto. Marlon Brando repitió nominación en la categoría de Mejor actor contra Humphrey Bogart, repitiendo la situación que se produjo tres años antes. En una victoria que se podría considerar sorprendente (Bing Crosby era el favorito para el premio), Brando recibió su primer Óscar por su interpretación en On the Waterfront, lo que se podría considerar actualmente como uno de los mayores "vuelcos" en la historia de los Óscar. La victoria de Brando fue la culminación a cuatro nominaciones consecutivas en la categoría de Mejor actor (empezando con Un tranvía llamado Deseo en 1951), un récord que sigue vigente en la actualidad.
Grace Kelly ganó el premio a la Mejor actriz por La angustia de vivir en lo que se podría considerar otro "vuelco" en las votaciones. Judy Garland, quien era la principal favorita para ganar el premio por su papel en A Star Is Born, no pudo asistir a la ceremonia ya que estaba todavía convaleciente tras haber dado a luz a su tercer hijo. La cámaras se encontraban en su habitación de manera que pudiera agradecer el premio en caso de ganarlo. Días después, Groucho Marx le envió un telegrama en el que calificaba su derrota como "el mayor robo desde el Gran robo de Brinks."
Finalmente, Dorothy Dandridge se convirtió en la primera actriz afroamericana en conseguir una nominación en la categoría de Mejor actriz.

## Ganadores y nominados

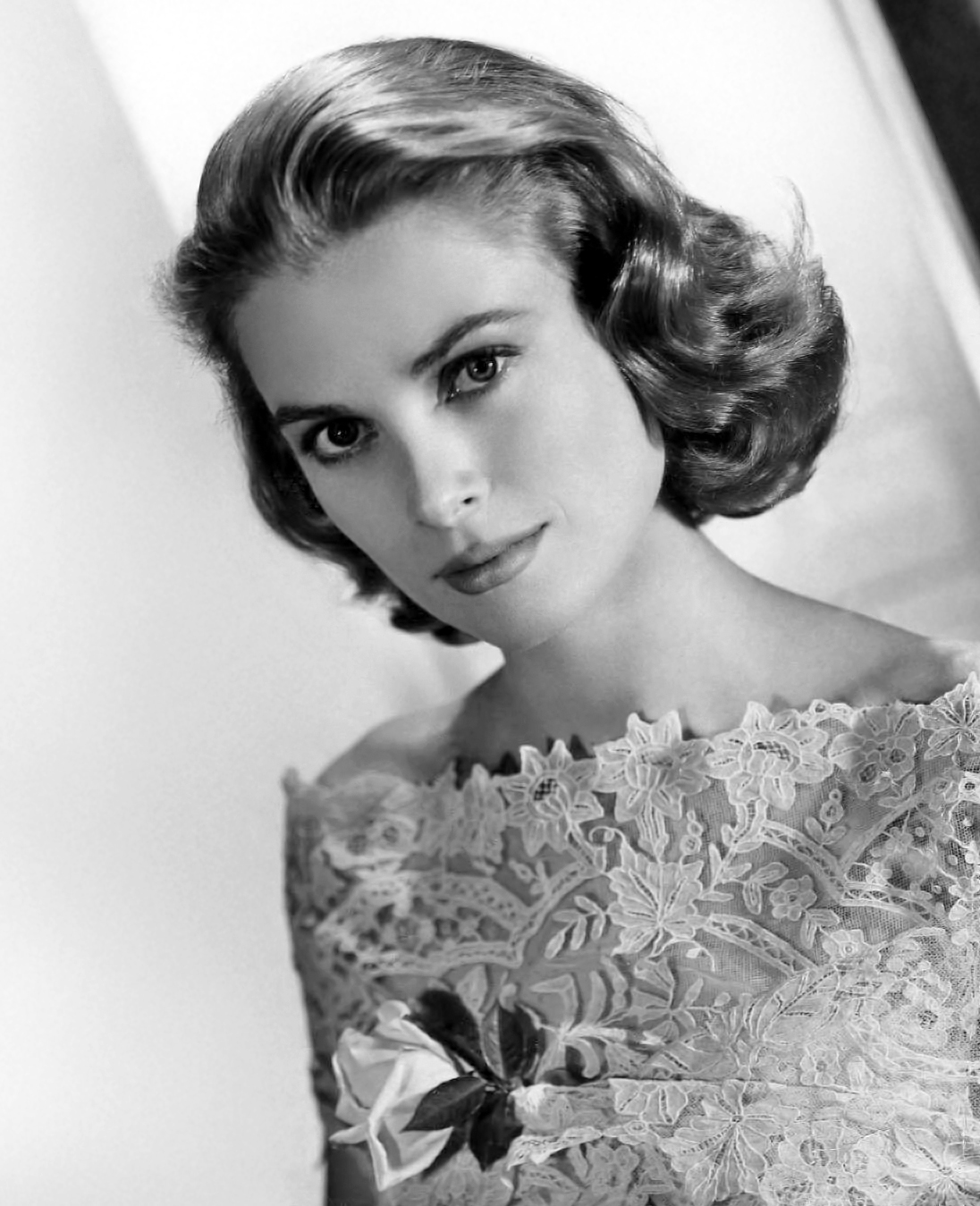
Grace Kelly obtuvo el Óscar a la mejor actriz por La angustia de vivir.

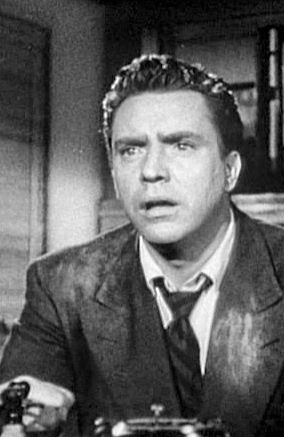
Edmond O'Brien obtuvo el Óscar al mejor actor de reparto por La condesa descalza.

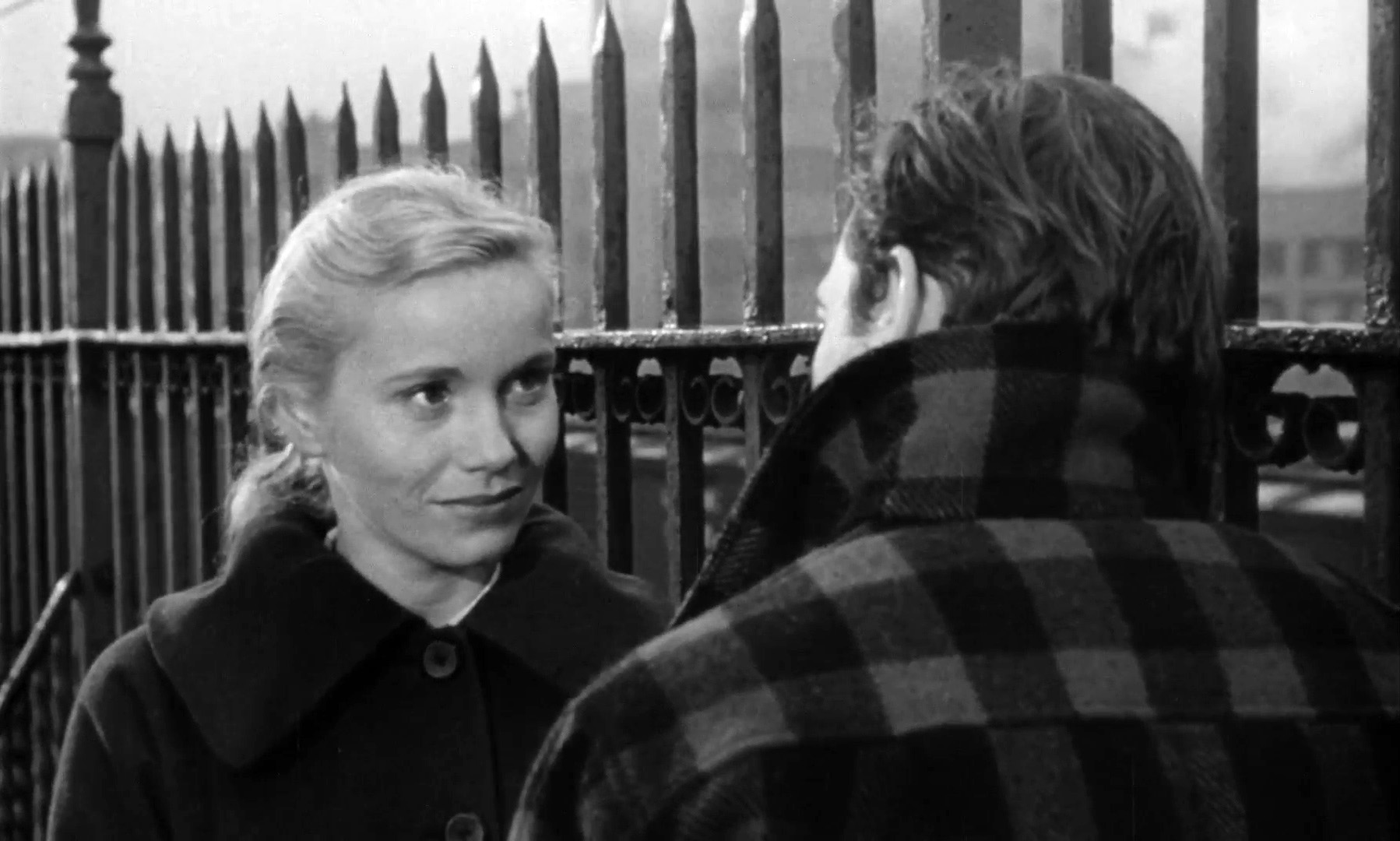
Eva Marie Saint obtuvo el Óscar a la mejor actriz de reparto por On the Waterfront.

Indica el ganador dentro de cada categoría.
| Mejor película Presentado por: Buddy Adler On the Waterfront (La ley del silencio) — Sam Spiegel, productor - The Caine Mutiny (El motín del Caine) — Stanley Kramer, productor - The Country Girl (La angustia de vivir) — William Perlberg, productor - Seven Brides for Seven Brothers (Siete novias para siete hermanos) — Jack Cummings, productor - Three Coins in the Fountain (Creemos en el amor) — Sol C. Siegel, productor | Mejor dirección Presentado por: Marlon Brando Elia Kazan — On the Waterfront (La ley del silencio) - George Seaton — The Country Girl (La angustia de vivir) - William A. Wellman — The High and the Mighty (Escrito en el cielo/Débiles y poderosos) - Alfred Hitchcock — Rear Window (La ventana indiscreta) - Billy Wilder — Sabrina |
| Mejor actor Presentado por: Bette Davis Marlon Brando — On the Waterfront (La ley del silencio) - Humphrey Bogart — The Caine Mutiny (El motín del Caine) - Bing Crosby — The Country Girl (La angustia de vivir) - James Mason — A Star Is Born (Ha nacido una estrella) - Dan O'Herlihy — Robinson Crusoe | Mejor actriz Presentado por: William Holden Grace Kelly — The Country Girl (La angustia de vivir) - Dorothy Dandridge — Carmen Jones - Judy Garland — A Star Is Born (Ha nacido una estrella) - Audrey Hepburn — Sabrina - Jane Wyman — Magnificent Obsession (Obsesión) |
| Mejor actor de reparto Presentado por: Donna Reed Edmond O'Brien — The Barefoot Contessa (La condesa descalza) - Karl Malden — On the Waterfront (La ley del silencio) - Lee J. Cobb — On the Waterfront (La ley del silencio) - Rod Steiger — On the Waterfront (La ley del silencio) - Tom Tully — The Caine Mutiny (El motín del Caine) | Mejor actriz de reparto Presentado por: Frank Sinatra Eva Marie Saint — On the Waterfront (La ley del silencio) - Nina Foch — Executive Suite (La torre de los ambiciosos) - Katy Jurado — Broken Lance (Lanza rota) - Jan Sterling — The High and the Mighty (Escrito en el cielo/Débiles y poderosos) - Claire Trevor — The High and the Mighty (Escrito en el cielo/Débiles y poderosos) |
| Mejor argumento Presentado por: Claire Trevor Broken Lance (Lanza rota) — Philip Yordan - Pane, amore e fantasia (Pan, amor y fantasía) — Ettore Margadonna - Jeux interdits (Juegos prohibidos) — François Boyer - Night People (Decisión a medianoche) — Jed Harris y Tom Reed - There's No Business Like Show Business (Luces de candilejas) — Lamar Trotti | Mejor argumento y guion Presentado por: Karl Malden On the Waterfront (La ley del silencio) — Budd Schulberg - The Glenn Miller Story (Música y lágrimas) — Valentine Davies y Oscar Brodney - Knock on Wood (Un gramo de locura) — Norman Panama y Melvin Frank - The Barefoot Contessa (La condesa descalza) — Joseph L. Mankiewicz - Geneviève (Genoveva) — William Rose |
| Mejor guion Presentado por: Audrey Hepburn Anunciado por: Bob Hope The Country Girl (La angustia de vivir) — George Seaton - The Caine Mutiny (El motín del Caine) — Stanley Roberts - Seven Brides for Seven Brothers (Siete novias para siete hermanos) — Albert Hackett, Frances Goodrich y Dorothy Kingsley - Sabrina — Billy Wilder, Samuel Taylor y Ernest Lehman - Rear Window (La ventana indiscreta) — John Michael Hayes | Mejor cortometraje animado Presentado por: Edmond O'Brien, Eva Marie Saint y Rod Steiger When Magoo Flew - Stephen Bosustow - Crazy Mixed Up Pup - Walter Lantz - Pigs Is Pigs - Walt Disney - Sandy Claws - Edward Selzer - Touché, Pussy Cat! - Fred Quimby |
| Mejor cortometraje - Un rollo Presentado por: Edmond O'Brien, Eva Marie Saint y Rod Steiger This Mechanical Age - Robert Youngson - The First Piano Quartette - Otto Lang - The Strauss Fantasy - Johnny Green | Mejor cortometraje - Dos rollos Presentado por: Edmond O'Brien, Eva Marie Saint y Rod Steiger A Time Out of War - Denis Sanders y Terry Sanders - Beauty and the Bull - Cedric Francis - Jet Carrier - Otto Lang - Siam - Walt Disney |
| Mejor documental largo Presentado por: Grace Kelly The Vanishing Prairie – Walt Disneyproductor James Algar,director - The Stratford Adventure - Guy Glover | Mejor documental corto Presentado por: Grace Kelly Thursday's Children - World Wide Pictures y Morse Films - Jet Carrier - Otto Lang - Rembrandt: A Self-Portrait - Morrie Roizman |
| Mejor banda sonora de una película dramática o comedia Presentado por: Bing Crosby The High and the Mighty (Escrito en el cielo/Débiles y poderosos) - Dimitri Tiomkin - The Caine Mutiny (El motín del Caine) – Max Steiner - Geneviève (Genoveva) – Larry Adler - On the Waterfront (La ley del silencio) – Leonard Bernstein - The Silver Chalice (El cáliz de plata) – Franz Waxman | Mejor orquestación de una película musical Presentado por: Bing Crosby Seven Brides for Seven Brothers (Siete novias para siete hermanos) - Saul Chaplin y Adolph Deutsch - A Star Is Born (Ha nacido una estrella) – Ray Heindorf - Carmen Jones – Herschel Burke Gilbert - There's No Business Like Show Business (Luces de candilejas) – Alfred Newman y Lionel Newman - The Glenn Miller Story (Música y lágrimas) – Joseph Gershenson y Henry Mancini |
| Mejor canción original Presentado por: Bing Crosby «Three Coins in the Fountain» de Three Coins in the Fountain (Creemos en el amor); compuesta por Jule Styne y Sammy Cahn - «Count Your Blessings Instead of Sheep» de White Christmas (Navidades Blancas); compuesta por Irving Berlin - «Hold My Hand» de Susan Slept Here (Las tres noches de Susana); compuesta por Jack Lawrence y Richard Myers - «The High and the Mighty» de The High and the Mighty (Escrito en el cielo/Débiles y poderosos); compuesta por Dimitri Tiomkin y Ned Washington - «The Man That Got Away» de A Star Is Born (Ha nacido una estrella); compuesta por Harold Arlen e Ira Gershwin | Mejor sonido Presentado por: Tom Tully The Glenn Miller Story (Música y lágrimas) — Leslie Carey y el departamento de sonido de los estudios Universal - The Caine Mutiny (El motín del Caine) — John P. Livadary y el departamento de sonido de los estudios Columbia - Susan Slept Here (Las tres noches de Susana) — John O. Aalberg y el departamento de sonido de los estudios RKO - Brigadoon — Wesley C. Miller y el departamento de sonido de los estudios Metro-Goldwyn-Mayer - Rear Window (La ventana indiscreta) — Loren L. Ryder y el departamento de sonido de los estudios Paramount |
| Mejor fotografía - Blanco y negro Presentado por: Humphrey Bogart On the Waterfront (La ley del silencio) — Boris Kaufman - The Country Girl (La angustia de vivir) — John F. Warren - Executive Suite (La torre de los ambiciosos) — George Folsey - Prisionero de su traición — John Seitz - Sabrina — Charles Lang | Mejor fotografía - Color Presentado por: Katy Jurado Three Coins in the Fountain (Creemos en el amor) — Milton Krasner - Rear Window (La ventana indiscreta) — Robert Burks - The Egyptian (Sinuhé, el egipcio) — Leon Shamroy - Seven Brides for Seven Brothers (Siete novias para siete hermanos) — George Folsey - The Silver Chalice (El cáliz de plata) — William V. Skall |
| Mejor dirección de arte - Blanco y negro Presentado por: Dan O'Herlihy y Jan Sterling On the Waterfront (La ley del silencio) — Richard Day - The Country Girl (La angustia de vivir) — Hal Pereira, Roland Anderson, Sam Comer y Grace Gregory - Executive Suite (La torre de los ambiciosos) — Cedric Gibbons, Edward Carfagno, Edwin B. Willis y Emile Kuri - Le Plaisir (El placer) — Max Ophüls - Sabrina — Hal Pereira, Walter Tyler, Sam Comer y Ray Moyer | Mejor dirección de arte - Color Presentado por: Dan O'Herlihy y Jan Sterling 20,000 Leagues Under the Sea (20.000 leguas de viaje submarino) — John Meehan y Emile Kuri - A Star Is Born (Ha nacido una estrella) — Malcolm Bert, Gene Allen, Irene Sharaff y George James Hopkins - Brigadoon — Cedric Gibbons, Preston Ames, Edwin B. Willis y Keogh Gleason - Desirée — Lyle Wheeler, Leland Fuller, Walter M. Scott y Paul S. Fox - Red Garters — Hal Pereira, Roland Anderson, Sam Comer y Ray Moyer                                                                                           |
| Mejor diseño de vestuario - Blanco y negro Presentado por: Nina Foch y Jane Wyman Sabrina — Edith Head - Madame de... — Georges Annenkov y Rosine Delamare - Executive Suite (La torre de los ambiciosos) — Helen Rose - Stazione Termini (Estación Termini) — Christian Dior - It Should Happen to You! (Una rubia fenómeno) — Jean Louis | Mejor diseño de vestuario - Color Presentado por: Nina Foch y Jane Wyman Jigokumon (La puerta del infierno) — Sanzo Wada - Brigadoon — Irene Sharaff - A Star Is Born (Ha nacido una estrella) — Jean Louis, Mary Ann Nyberg e Irene Sharaff - There's No Business Like Show Business (Luces de candilejas) — Charles LeMaire, Travilla y Miles White - Desirée — Charles LeMaire y René Hubert |
| Mejor montaje Presentado por: Dorothy Dandridge On the Waterfront (La ley del silencio) — Gene Milford - The High and the Mighty (Escrito en el cielo/Débiles y poderosos) — Ralph Dawson - The Caine Mutiny (El motín del Caine) — William A. Lyon y Henry Batista - Seven Brides for Seven Brothers (Siete novias para siete hermanos) — Ralph E. Winters - 20,000 Leagues Under the Sea (20.000 leguas de viaje submarino) — Elmo Williams | Mejores efectos especiales Presentado por: Lee J. Cobb 20,000 Leagues Under the Sea (20.000 leguas de viaje submarino) — Walt Disney Studios - Them! (La humanidad en peligro) — Warner Bros. Studio - Hell and High Water (El diablo de las aguas turbias) — 20th Century-Fox Studio |

### Óscar honorífico
- Mejor película de habla no inglesa: Jigokumon (La puerta del infierno) de Teinosuke Kinugasa (Japón).
- Bausch & Lomb Optical Company por su contribución al avance de la industria del cine.
- Kemp R. Niver por el desarrollo del Renovare Process, que hizo posible la restauración del Congress Paper Film Collection.
- Greta Garbo, por sus papeles inolvidables.
- Danny Kaye, por su talento único, su servicio a la Academia, a la industria del cine y al pueblo estadounidense.
- Jon Whiteley y Vincent Winter, por sus papeles juveniles en la película The Little Kidnappers

## Premios y nominaciones múltiples
| Película                                                           | Nominaciones | Premios |
| ------------------------------------------------------------------ | ------------ | ------- |
| On the Waterfront (La ley del silencio)                            | 12           | 8       |
| The Country Girl (La angustia de vivir)                            | 7            | 2       |
| 20,000 Leagues Under the Sea (20.000 leguas de viaje submarino)    | 3            | 2       |
| Three Coins in the Fountain (Creemos en el amor)                   | 3            | 1       |
| Jigokumon (La puerta del infierno)                                 | 2            | 2       |
| The High and the Mighty (Escrito en el cielo/Débiles y poderosos)  | 6            | 1       |
| Sabrina                                                            | 6            | 1       |
| Seven Brides for Seven Brothers (Siete novias para siete hermanos) | 5            | 1       |
| The Glenn Miller Story (Música y lágrimas)                         | 3            | 1       |
| The Barefoot Contessa (La condesa descalza)                        | 2            | 1       |
| Broken Lance (Lanza rota)                                          | 2            | 1       |
| The Caine Mutiny (El motín del Caine)                              | 7            | 0       |
| A Star Is Born (Ha nacido una estrella)                            | 6            | 0       |
| Executive Suite (La torre de los ambiciosos)                       | 4            | 0       |
| Rear Window (La ventana indiscreta)                                | 4            | 0       |
| Brigadoon                                                          | 3            | 0       |
| There's No Business Like Show Business (Luces de candilejas)       | 3            | 0       |
| The Silver Chalice (El cáliz de plata)                             | 2            | 0       |
| Carmen Jones                                                       | 2            | 0       |
| Desirée                                                            | 2            | 0       |
| Geneviève (Genoveva)                                               | 2            | 0       |
| Susan Slept Here (Las tres noches de Susana)                       | 2            | 0       |